# 永安镇 (浏阳市)
永安镇为中国湖南省浏阳市下辖镇，由原永安乡和丰裕乡于1995年合并设立，位于浏阳市西部。辖域东北部与沙市镇接壤，东南部与北盛、洞阳镇毗邻，南部西北部依次与长沙县江背、黄花和春华镇相连。全镇辖域总面积112.2平方公里，总人口58,842人(2000年人口普查)，下辖4个社区、9个行政村。

## 现行行政区划
永安镇下辖以下村级行政区划单位
心源社区、永安社区、永新社区、丰裕社区、礼耕村、水山村、芦塘村、督正村、建新村、坪头村、永和村、大安村和西湖潭村。